# Петрушанский, Рафаил Романович
Рафаил Романович Петрушанский (15 [27] августа 1895, Мелитополь, Таврическая губерния, Российская империя — 2 сентября 1937) — украинский советский государственный деятель, председатель киевского городского совета в 1934–1937 годах. Кандидат в члены ЦК КП(б) в 1934–1937 годах. Жертва сталинского террора.

## Биография
Родился в 1895 году в Мелитополе в семье извозчика. Отец, Рахмил Петрушанский, умер в Мелитополе в июле 1921 года. Начал работать с 13 лет. В 1910-1914 годах был приказчиком на угольных складах в Мелитополе и Федоровке, примерно год работал на заводе Зафермана. В 1915 году, после начала Первой мировой войны, был призван в армию, участвовал в боях на австрийском фронте в составе 75-го Севастопольского полка (1915-1917). Был ранен, награждён Георгиевской медалью «За храбрость». После второго ранения до мая 1918 года служил в военно-дорожном отряде.
Член КП(б)У с 1919 года. В 1924 году был председателем профсоюза строителей.
С мая 1926 года — член президиума Киевского окрисполкома, заведующий отделом труда. В 1927–1928 годах заведовал товарной биржей.
После окончания Киевского строительного института с 1932 года работал начальником шахты на строительстве Московского метрополитена. С августа по декабрь 1933 года — заместитель председателя Харьковского горсовета и заведующий коммунхоза Харькова.
С марта 1934 года, после переноса столицы УССР в Киев — председатель Киевского городского совета. Был делегатом XII съезда КП(б)У. В феврале 1937 года возглавил Укрстройгорпром.
Арестован в июле 1937 года за участие в «контрреволюционной троцкистской организации», 2 сентября 1937 года расстрелян.
Реабилитирован в 1956 году за отсутствием состава преступления.